# Miłość, Pokój, Zamieszki
Miłość, Pokój, Zamieszki – siedemnasty album zespołu Włochaty. 
Wydany został 19 maja 2023 roku w trzech formatach: CD, LP, kasety magnetofonowej przez wydawnictwo Mystic. Nagrania odbyły się w Monroe Sound Studio w Stargardzie na przełomie 2022/23. Za produkcję odpowiadał gitarzysta zespołu Piotr Skotnicki, natomiast za mix i mastering Arkadiusz Jabłoński. 

## Lista utworów
Album zawiera 11 premierowych utworów:
1. Pomiędzy
2. Broń masowej zagłady
3. Problem – reakcja – rozwiązanie
4. Wyrwany
5. Walec
6. Nie rezygnuj
7. Tyrani upadną
8. Mamy dosyć!
9. Chciwość
10. Wolność
11. ...posłuchaj tego

## Skład
- Bas, wokal – Jerzy Zajkowski
- Perkusja – Sylwester Biliński
- Gitara – Paweł Gurbada, ps. Guliwer
- Gitara, wokal – Piotr Skotnicki
- Wokal – Maciej Jarlem, ps. Raga

## Promocja
2 maja 2023 roku miał premierę pierwszy singiel z nowej płyty – Wolność. Drugim singlem promującym płytę było Nie rezygnuj.
Oficjalna data wydania płyty to 19 maja 2023, jednak preorder rozpoczął się 12 maja 2023.
Jesienią 2023 zespół rozpoczął trasę koncertową, która miała promować płytę.

## Odbiór
Kamil Downarowicz w recenzji dla Interii ocenił 7/10. Stwierdził, że nie przypadł mu do gustu głos wokalisty, który jego zdaniem bardziej pasuje do radiowego rocka niż kapeli punkowej, a sam wokalista ma skłonności do kiczowatych zaśpiewów. Zauważył, że zmieniło się brzmienie kapeli: To już nie jest słowna tyrada podpięta pod nawałnicę gitar, ale melodyjny punk grany na modłę amerykańską. Stwierdził jednak, że Włochaty wciąż nie unika trudnych tematów, a płyta Miłość, Pokój, Zamieszki to jedno z najbardziej odważnych wydawnictw polskiej gitarowej sceny muzycznej tego roku. Dodał, że niektóre utwory są najlepiej wyprodukowane w historii zespołu. Na końcu stwierdził, że przez do przesłuchania płyty należy podejść z czystą głową i bez oczekiwań, ponieważ Włochaty postanowił zmienić swoje brzmienie.
Podobne odczucia wobec płyty opisał blog Punkowa Strona. Stwierdzono w niej, że zmiana stylu względem starszych albumów zespołu nie jest drastyczna, a różnice to: więcej melodii, krótsze utwory, brak „rewolucjonistycznie” brzmiących melodeklamacji, momentami punkowo, czasami hardrockowo. Zdaniem Punkowej Strony wokalista potrafi śpiewać, jednak drażnią jego wstawki, zwłaszcza fragmenty „czy dobrze robi ten kto nie robi źle” oraz „dopóki walczysz jesteś zwycięzcą”, które zdaniem autora recenzji brzmią jak wyświechtany slogan żywcem wyjęty z jakiegoś podręcznika poświęconego rozwojowi osobistemu. Autor podsumowuje, że płyta jest dobra, jednak zostawia czytelników z otwartym pytaniem: czy jest to jeszcze anarchopunk?.
Błażej Grygiel w recenzji dla Eska Rock stwierdza, że Włochaty już nie jest tym wrażliwym dzieciakiem, to już nie są czasy marzeń z „Credo” o tym by stworzyć swój świat daleko od zła, jednak już pierwsze przesłuchanie płyty motywuje, żeby wstać i zacząć własną rewolucję. Stwierdził, że album to przeciwieństwo wesołych piosenek pop-punkowych kalifornijskich wesołków.
Mirosław Pęczak w recenzji dla portalu Polityka ocenił płytę 4/6. Stwierdził, że zespół wciąż pozostaje wierny formule anarchopunkowej, co jeszcze kilka lat temu wytykano jako przejaw rockowego skansenu, jednak w momencie wypuszczenia płyty utwory te okazują się nader aktualne, a na płycie nie brakuje przesłania i energii dźwięków.
Jacek Nizinkiewicz w Teraz Rock ocenił płytę na 3,5, stwierdzając, że wokal Ragi jest czytelny, teksty zrozumiałe, a kompozycje przebojowe. Stwierdził, że można śpiewać o prawach człowieka, nie zgadzać się na otaczającą rzeczywistość i robić to przystępnie, bez zdrady ideałów, jak Włochaty.